# Sunsilk
Sunsilk là một thương hiệu chăm sóc tóc của Anh thuộc sở hữu của công ty Unilever. Thương hiệu ra mắt người dùng lần đầu vào năm 1954 tại Vương quốc Anh và sau đó đã có mặt ở hầu hết các quốc gia trên toàn cầu. Đây là một thương hiệu chăm sóc tóc ở Đông Nam Á (gồm Malaysia, Việt Nam, Philippines, Indonesia và Thái Lan). Đây là nhãn hiệu dầu gội lớn đầu tiên chứa thành phần dầu ô liu.